# 北园酒家
北园酒家位于中国广东省广州市越秀区洪桥街道小北路，与泮溪酒家、南园酒家并称“广州三大园林酒家”。
北园酒家创建于1928年，由当时的商会会长邹殿邦出面集资创办。因当时地处广州北郊，有“山前食肆，水尾茶寮”之称。1938年曾停业，1947年由杨仁辅等以合德公司名义集股复业，1956年公私合营后，时任市长朱光提出扩建计划，并书写“北园”招牌，成为广州首家园林酒家。1993年被授予中华老字号称号，次年增建宫殿式绮秀楼，称新北园，1998年被评为国家特级酒家。2006年底转让给东悦酒家集团，2007年2月3日结业，计划于2008年9月23日重新开业，走高档路线。北园酒家已经在2008年9月28日正式开张，开张前两日火爆以至要警察维持秩序，及后取消早茶，只供高档茶艺。
20世纪50年代，因北园酒家就专门为外国人提供餐饮服务，是广州市最早的重点旅游接待单位，曾有“鬼佬食堂”之称。
2023年11月，中华人民共和国商务部公布《中华老字号复核结果汇总表》，北园酒家被列入“附条件通过”名单中，即6个月内需要整改完毕，否则将被移出老字号名单。其商标持有人广州老字号公司表示，被整改不是因为经营不善，系因需补充资料。

## 特色食品
- 北園味至鳳爪

1. ↑   (PDF). 中华人民共和国商务部.   [2023-12-03]. （原始内容存档 (PDF)于2023-11-09）.
2. ↑  冯家钜. . 南方都市报. 2023-12-05  [2023-12-13]. （原始内容存档于2023-12-26）.